# Memória celular
Memória celular ou memória corporal é uma hipótese que postula que memórias, hábitos, interesses e gostos podem ser memorizados por outras células do corpo humano para além dos neurónios. Baseia-se principalmente no facto de alguns receptores de órgãos transplantados terem adquirido, após a operação, novos hábitos ou gostos, semelhantes aos dos doadores.
Em 2002, a revista científica Journal of Near-Death Studies publicou uma pesquisa extensiva realizada pelo neuroimunologista Paul Pearsall sobre o assunto. Pearsall havia entrevistado cerca de 150 receptores que haviam passado por transplantes de coração ou de pulmão e afirmou que as células vivas do tecido do órgão transplantado tinham a capacidade de memória.
A teoria, conhecida como "memória celular", foi tema de um livro escrito por Pearsall chamado "The Heart’s Code". Nesse livro ele descreve a experiência de diversos transplantados, como a história de uma menina de dez anos que recebeu o coração de outra de oito, poucas horas depois de esta ter sido assassinada. Tempos depois, ao fim de uma sucessão de pesadelos, ela "reviveu" a cena fatal de sua doadora - o rosto do assassino, uma arma, um lugar. A polícia foi informada e capturou o criminoso, que confessou tudo.
O assunto também é abordado no filme "The Eye" ("O Olho do Mal" no Brasil) de 2008, onde uma violonista (Sydney Wells, interpretada por Jessica Alba) cega desde a infância realiza um transplante de córneas, que a permite enxergar novamente. Porém logo ela começa a ver imagens aterrorizantes, sem saber o porquê. A cantora islandesa Björk possui uma faixa intitulada "Body Memory" em seu álbum Utopia.
Apesar das pesquisas, o assunto não encontra opinião unânime dentro da comunidade científica.